# Stenoloba basiviridis
Stenoloba basiviridis là một loài bướm đêm trong họ Noctuidae.